# Jihomoravský krajský přebor 1979/1980
V soubojích 20. ročníku Jihomoravského krajského přeboru 1979/80 (jedna ze skupin 4. fotbalové ligy) se utkalo 16 týmů každý s každým dvoukolovým systémem podzim–jaro. Tento ročník začal v srpnu 1979 a skončil v červnu 1980.

## Nové týmy v sezoně 1979/80
- Z Divize D 1978/79 sestoupila do Jihomoravského krajského přeboru mužstva TJ Modeta Jihlava a TJ Zetor Brno.
- Ze skupin I. A třídy Jihomoravského kraje 1978/79 postoupila mužstva TJ Spartak Metra Blansko (vítěz skupiny A),[1] TJ Sokol Kostice (vítěz skupiny B) a TJ Spartak MEZ Brumov (vítěz skupiny C).

## Konečná tabulka
Zdroj: 
| Poř. | Tým                          | Z  | V  | R  | P  | VG | OG | B  |
| ---- | ---------------------------- | -- | -- | -- | -- | -- | -- | -- |
| 1.   | TJ Zetor Brno (S)            | 30 | 20 | 7  | 3  | 59 | 22 | 47 |
| 2.   | TJ Jiskra Kyjov              | 30 | 13 | 8  | 9  | 47 | 39 | 34 |
| 3.   | TJ Spartak Jihlava           | 30 | 12 | 9  | 9  | 49 | 41 | 33 |
| 4.   | TJ Spartak ČKD Blansko       | 30 | 14 | 5  | 11 | 52 | 49 | 33 |
| 5.   | TJ Baník Ratíškovice         | 30 | 12 | 8  | 10 | 45 | 33 | 32 |
| 6.   | TJ Sokol Lanžhot             | 30 | 12 | 8  | 10 | 56 | 48 | 32 |
| 7.   | TJ Sokol Kostice (N)         | 30 | 13 | 5  | 12 | 45 | 40 | 31 |
| 8.   | TJ OP Prostějov              | 30 | 10 | 11 | 9  | 48 | 44 | 31 |
| 9.   | TJ Baník Dubňany             | 30 | 13 | 4  | 13 | 42 | 38 | 30 |
| 10.  | VTJ Kroměříž                 | 30 | 11 | 8  | 11 | 43 | 42 | 30 |
| 11.  | TJ Spartak MEZ Brumov (N)    | 30 | 11 | 8  | 11 | 43 | 45 | 30 |
| 12.  | TJ Modeta Jihlava (S)        | 30 | 11 | 6  | 13 | 47 | 39 | 28 |
| 13.  | TJ Moravská Slavia Brno      | 30 | 10 | 8  | 12 | 35 | 38 | 28 |
| 14.  | TJ Gottwaldov „B“            | 30 | 11 | 5  | 14 | 45 | 49 | 27 |
| 15.  | TJ Spartak Metra Blansko (N) | 30 | 12 | 3  | 15 | 36 | 58 | 27 |
| 16.  | VTJ Hodonín                  | 30 | 0  | 7  | 23 | 16 | 73 | 7  |

Poznámky:
- Z = Odehrané zápasy; V = Vítězství; R = Remízy; P = Prohry; VG = Vstřelené góly; OG = Obdržené góly; B = Body; (S) = Mužstvo sestoupivší z vyšší soutěže; (N) = Mužstvo postoupivší z nižší soutěže (nováček)
- Hrála se troje derby: brněnské, blanenské a jihlavské.

|  | Postup do Divize D 1980/81                               |
|  | Sestup do skupin I. A třídy Jihomoravského kraje 1980/81 |